# Annie van 't Zelfde
Janna Johanna (Annie) van ’t Zelfde (pseudoniem voor Anny the Same) (Rotterdam, 26 mei 1913 – Rotterdam, 18 juni 2002) was een Nederlands zanger, pianist en saxofonist.
Ze was dochter van Maria Dorothea Konijnenberg en Adriaan Johannes van ’t Zelfde, die zelf op amateurniveau accordeon speelde. Zelf was ze tussen 1938 en 1957 (echtscheiding) getrouwd met muzikant Jacob Kooijman; vanaf 1963 met Leonardus Antonius (Leo) Koomen. Neef Ab van 't Zelfde was samen met Henk Scholten enige tijd bekend als musicus in het duo "Scholten en Van ’t Zelfde".
Ze kreeg van jongs af aan pianoles aan een muziekschool aan de Van der Duynstraat, soms gratis als haar ouders te weinig geld hadden. Daarna volgde vijf jaar lang een opleiding tot concertpianiste aan de Rotterdamse muziekschool. Om dit te kunnen bekostigen werkte ze als inpakster, maar trad ze soms samen met een violist ook op in horeca-aangelegenheden. 
Onder invloed van jazzdamesorkest Babe Egan’s Hollywood Redheads (in 1929 in Rotterdam) wendde ze zich in weerwil tot het tijdsbeeld (saxofoon was niet voor vrouwen) tot de saxofoon en nam les bij Jan Leeneman. Haar (harts)vriendin Clara de Vries haalde haar en orkest The Blue Jazz Ladies van Leo Selinsky over te profiteren van elkaars talenten. Ze was in zalen en op de radio te beluisteren en mocht van haar ouders wel mee op tournee naar het buitenland. Aan optredens geen gebrek en het leidde tot optredens met het orkestje van Jaap Valkoff, Sal Izaäks en Jazz Internationals van Clara’s broer Jack. In 1939 had ze zelfs in The Swing Starts haar eigen orkestje; ook had ze toen een trio. Zelfs de zwangerschap van haar enig kind in 1938 hield haar dus niet van het spelen af. Ze gebruikte toen wel haar pseudoniem Anny the Same voor optredens als Lady-musician en lady-crooner.
Ook de Tweede Wereldoorlog kon haar niet van het spelen afhouden, al moest ze daarvoor wel lid worden van de Nederlandsche Kultuurkamer. Na de oorlogsjaren speelde ze eerst voor de Amerikanen en deed dat onder meer met Coleman Hawkins, Johnny Dunn, Stan Kenton en Bobby Green. Daarna speelde ze voornamelijk in horeca-aangelegenheden van haar toekomstige man Leo Koomen, met wie ze naar Breda verhuisde, maar in de jaren zeventig in verband met heimwee weer naar Rotterdam. Ze speelde er saxofoon en hammondorgel. Ze verdween daarmee geheel naar de achtergrond. Slechts af en toe was er nog aandacht voor haar. In 1970 was er een interview met haar in Metro Express; in 1972 was ze te horen in Muziek is troef van de AVRO en te lezen in Het Vrije Volk.  
In juni 1989 werd ze vereeuwigd in het televisieprogramma Sweet & Hot Music van Netty van Hoorn, waarin ze de amusementsmuziek van Juultje Cambré, Annie van 't Zelfde, Mickey Besemer, Hannie Rutgers, Florentine Peuschens en Duifje Walvis tijdens het interbellum onder de loep nam. Daaruit voort kwamen weer een aantal optredens met Sophisticated Ladies van Teddy Steen en een optreden in Sonja op zondag van Sonja Barend. Ook Willem Breuker, zelf benoemd herontdekker, bond zich aan hem voor eindejaarsmuziekprogramma De klap op de vuurpijl. In 1994 zou ze voor het laatst verschijnen in Helden, waarbij ze ‘’In the Mood’’ zong. Al vanaf 1990 trad ze bij gelegenheid op in bejaarden- en verzorgingstehuizen in Rotterdam en omgeving, maar stond ze ook nog op de podia met het Philippe Catherine Trio met Philippe Catherine en Enrico Rava. 
In 1991 kreeg ze samen met Candy Dulfer (ten tijde van Funky Stuff) van de Nederlandse Toonkunstenaarsbond de Gouden Notekraker voor haar inzet voor de Nederlandse amusementskunst.   In die tijd ging haar saxofoon ook gewoon mee op vakantie; ze moest en zou spelen.